# شهرستان اوپاوا
ناحیهٔ اوپاوا (به چکی: Opava District) یک ناحیه در جمهوری چک است که در منطقه موراوی-سیلزی واقع شده‌است. ناحیهٔ اوپاوا ۱٬۱۱۳٫۱۱ کیلومتر مربع مساحت و ۱۷۶٬۶۵۳ نفر جمعیت دارد.